# 베세토
베세토(BESETO)는 대한민국, 일본, 중화인민공화국을 중심으로 한 동북아시아의 경제권, 문화권 지역이다. 베세토 벨트, 베세토 라인이라고도 한다. 베이징(Beijing)의 BE, 서울(Seoul)의 SE, 도쿄(Tokyo)의 TO를 따서 붙여졌다. 유럽 연합(EU), 나프타(NAFTA)와 함께 세계 경제 질서를 위해 한중일 삼국이 합심해서 만들었다.

## 특징
베이징 - 서울 - 도쿄에 이르는 지역이고, 20만 명 이상의 도시가 112개나 있다. 비행기로는 30분, 고속철도로는 10시간을 주파할 수가 있다. 서울대학교, 베이징 대학교, 도쿄 대학교 등도 대학 베세토 라인을 구축했다.

## 역사
1994년에 개최된 베세토 연극제(ja:BeSeTo演劇祭)와 1995년에 개최된 베세토 미술제(ja:BESETO美術祭)로 시작되었다. 베세토 오페라단 역시 1996년에 설립되었다. 초기에는 교류 활동이었으나 2000년에는 경제 분야로 확대됨과 동시에 베세토라는 신조어가 만들어졌다.

## 같이 보기
- BESETOHA 대학교